# Јожеф Хорват
Јожеф Хорват (мађ. Horváth József; 21. мај 1949) је био мађарски дефанзивни фудбалер, репрезентативац. Проглашен је фудбалером године у Мађарској 1974. Напустио је Мађарску 1975. године и настанио се у Сједињеним Америчким Државама 1978. године.

## Каријера
У 1968. години прешао је из будимпештанског клуба Спартакус у Ујпешт Дожу. У својој првој сезони, заузео је друго место у лиги са тимом и био је део екипе која је дошла до финала Купа сајамских градова 1968/69. Затим је са Ујпештом седам пута узастопно освојио првенство, а почетком 1970-их стекао је статус сталног члана тима, играјући као одбрамбени или везни играч.
Његова каријера је почела да се уздиже 1973. године, када је дебитовао за репрезентацију Мађарске. Током сезоне Европског купа Лиге шампиона 1973-74, био је један од кључних играча у полуфиналном тиму. Заостали су за коначним победником, Бајерном из Минхена. Те године је био изабран за фудбалера године у Мађарској.
Са Ујпештом је освојио Куп Мађарске Народне Републике три пута. У финалу 1975. године, Халадаш из Сомбатхеља је на Непстадиону водио са 2-0, али је Јожеф Хорват преокренуо резултат са три гола главом и тако освојио трофеј.
Током лета 1975. године, МЛС је организовао први Турнир шампиона Мађарске, на којем су учествовали бивши шампионски тимови Мађарске прве лиге. У финалу је Хонвед победио Ујпешт. Хорват је у току меча изазвао тешку повреду Михаљу Козми. Због тога је био оштро критикован од стране медија и, како је сам признао, то је било један од разлога због којих је напустио Мађарску.
Након одласка у иностранство, успео је да први пут каријеру настави у СР Немачкој. У сезони 1977/78, играо је као везни играч у друголигашу Рот-Вајс из Есена, одигравши укупно 14 мечева и са тимом је завршио на другом месту у лиги.
После Есена прешао је да игра у Сједињене Државе. У Северноамеричкој фудбалској лиги између 1978. и 1981. играо је између осталх за Рочестер лансерсе, Вашингтон дипломатсе и Сан Хосе ертквејксе. Ту је наизменично играо и мали и велики фудбал за поменуте тимове.

## Репрезентација
У репрезентацији Мађарске, он је играо 11 пута од 1973. до 1975. године и забележио један гол.

## Достигнућа
- Прва лига Мађарске у фудбалу
  - шампион: 1969, 1970 пролеће, 1970/71, 1971/72, 1972/73, 1973/74, 1974/75.
  - 2.: 1968
  - 3.: 1975/76 (био је у тиму тек у јесен)
- Куп Мађарске у фудбалу
  - победник: 1969, 1970, 1974/75.
- Куп европских шампиона (ЕК)
  - полуфиналиста: 1973/74.
  - четвртфиналисти: 1971/72, 1972/73.
- Куп сајамских градова (ВВК)
  - финалиста: 1968/69.